# Čtyři pokoje
Čtyři pokoje (v anglickém originále Four Rooms) je americká povídková filmová komedie z roku 1995. Režisérem filmu je kvarteto Allison Anders, Alexandre Rockwell, Robert Rodriguez a Quentin Tarantino. Hlavní role ve filmu ztvárnili Tim Roth, Valeria Golinová, Madonna, Alicia Witt a Sammi Davis.

## Obsazení
| Tim Roth          | Ted            |
| Valeria Golinová  | Athena         |
| Madonna           | Elspeth        |
| Alicia Witt       | Kiva           |
| Sammi Davis       | Jezebel        |
| Antonio Banderas  | muž            |
| Salma Hayeková    | tančící slečna |
| Marisa Tomei      | Margaret       |
| Quentin Tarantino | Chester Rush   |
| Bruce Willis      | Leo            |